# Commoditizzazione
In economia aziendale, la commoditizzazione è definita come quel processo attraverso il quale merci che hanno un valore economico nettamente riconoscibile in termini qualitativi (unicità o marchio) finiscono per diventare semplicemente merci generiche, comuni, agli occhi del mercato o dei consumatori . È lo spostamento di un mercato dalla concorrenza differenziata a quella indifferenziata e dalla concorrenza monopolistica alla concorrenza perfetta . Pertanto, l'effetto chiave della commoditizzazione è che viene indebolito il potere di determinazione del prezzo del produttore o del proprietario del marchio: quando i prodotti diventano più simili, dal punto di vista dell'acquirente, questi tenderanno ad acquistare il più economico. 
Il termine non va confuso con la mercificazione, di derivazione marxista, usato per le cose a cui è stato assegnato un valore economico che (secondo la teoria marxista) non possedevano in precedenza, essendo state prodotte e presentate in vendita, al contrario dell'uso personale. Un modo per riassumere la differenza è che la commoditizzazione consiste nel fatto che le cose proprietarie diventano generiche, mentre la mercificazione (in inglese commodification) riguarda cose non vendibili che diventano vendibili. 
Nella letteratura di scienze sociali in lingua inglese, in particolare nell'antropologia, il termine "commoditizzazione" è usato in modo intercambiabile con la mercificazione (commodification) per descrivere il processo di produzione di merci da qualsiasi cosa non fosse disponibile in precedenza per il commercio.